# Три мудрих дурня (фільм)
Три мудрих дурня (англ. Three Wise Fools) — американська кінокомедія режисера Кінга Відора 1923 року.

## У ролях
- Клод Джиллінгуотер — Теодор Фіндлі
- Елеонор Бордман — Рена Фейрчілд / Сідні Фейрчілд
- Вільям Г. Крейн — Джеймс Трамбулл
- Алек Б. Френсіс — доктор Річард Гонт
- Джон Ст. Поліс — Джон Кровшей
- Брінслі Шоу — Бенні
- Фред Есмелтон — Грей
- Вільям Гайнс — Гордон Шайлер
- Люсьєн Літтлфілд — Дуглас
- Зазу Піттс — Міккі
- Марта Меттокс — Сондерс
- Фред Дж. Батлер — Пул
- Чарльз Г. Гікман — Кленсі
- Крейг Біддл молодший — молодий Фіндлі
- Крейтон Гейл — молодий Трамбулл
- Реймонд Гаттон — молодий Гонт